# Cratere Baden-Baden
Baden-Baden è un cratere sulla superficie di Gaspra.